# Örumshuset
Örumshuset är ett husmanshus i Örum, 20 kilometer öster om Ystad.
Huset uppfördes vid sekelskiftet 1800, i samband med enskiftet. På grund av sitt isolerade läge ute på slätten har det förblivit oförändrat. Huset är ett exempel på en byggnadstyp som förr var vanlig i Skåne (skånelänga). Det var bebott till 1948 och har bostadsdel och fähus i samma länga. Huset blev byggnadsminne 1959 och är idag ett museum som visar hur fattigt folk bodde förr i tiden.
En husman var en bofast lantarbetare, hantverkare eller soldat, som ägde sitt eget hus men inte någon del av byajorden.

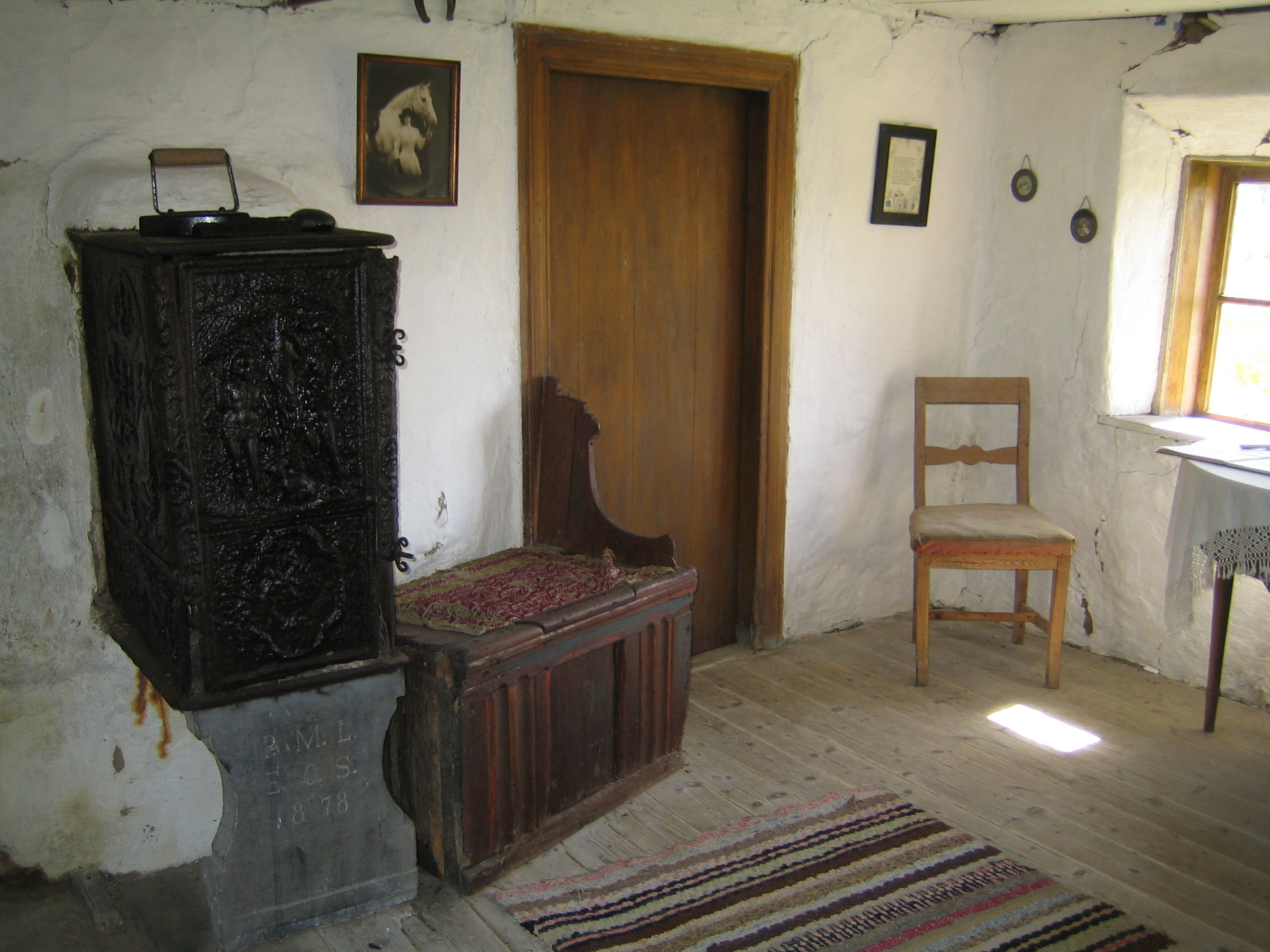
Stugan.
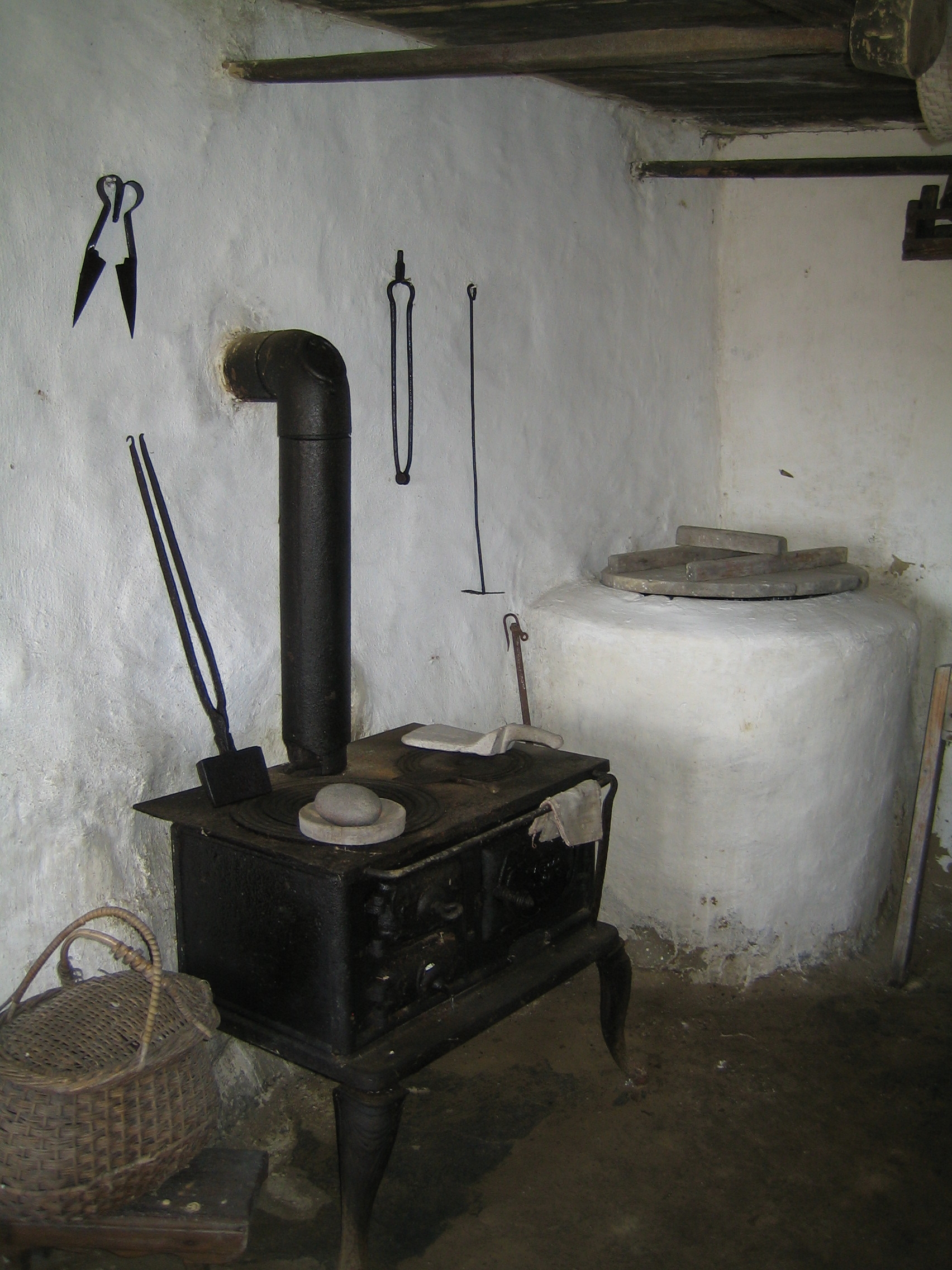
Köket.